# Gerritdina Benders-Letteboer

Gerritdina Benders-Letteboer (Ambt Almelo, 1 september 1909 – Amstelveen, 13 maart 1980) was een Nederlands verzetsstrijdster tijdens de Tweede Wereldoorlog.
De logopediste Letteboer en haar man Johan Benders stelden hun huis in Amstelveen beschikbaar voor tijdelijke onderduikers en voor een aantal permanente onderduikers. Twee oud-leerlingen, de Joodse zusjes Rosalie en Katie Wijnberg die bij hun tante woonden omdat hun ouders in Nederlands-Indië verbleven, kwamen tot het eind van de oorlog bij hen in huis. In 1943 kwam een ander Joods meisje, Lore Polak, erbij. Nadat haar man door verraad van hun buren in de gevangenis was beland en daar vervolgens uit angst om door te slaan zelfmoord had gepleegd, zette Gerritdina Benders, alleen achtergebleven met twee jonge dochters en bovendien vijf maanden zwanger, haar activiteiten voort. 
Ondanks de moeilijke omstandigheden nam zij een ander Joods meisje en Jan Doedens op, een oud-leerling van haar man die aan de gedwongen Arbeitseinsatz wilde ontkomen. Verder slaagde ze erin om Lore Polak terug te vinden, die gelijk met Johan Benders was gearresteerd en daarna was doorgestuurd naar het kamp Westerbork, waaruit ze had weten te ontsnappen. Ook Katie Wijnberg, eveneens samen met Johan Benders gearresteerd, kwam na een paar weken gevangenschap terug naar Gerritdina. Na de oorlog bleek dat Lores hele familie in de concentratiekampen was vermoord. Zij bleef nog vier jaar bij Gerritdina wonen, waarna zij naar Amerika emigreerde.
Op 27 maart 1997 ontving het echtpaar Benders-Letteboer postuum de Yad Vashem-onderscheiding.